# Luigi Tenco
Luigi Tenco (Cassine, Piamonte, 21 de marzo de 1938-San Remo, Liguria, 27 de enero de 1967) fue un cantautor y poeta italiano.

## Infancia
Pasó sus primeros años de infancia entre Cassine y Ricaldone, ambas localidades en la provincia de Alessandria, hasta que en 1948 la familia se mudó a la Liguria; primeramente a Nervi y después a Génova, donde la madre abrió un negocio de vinos.

## Primeros pasos artísticos
Eligió primero el Bachillerato de Letras, para posteriormente cambiarse al de Ciencias. Durante sus estudios de secundaria creó un grupo musical, la Jery Roll Morton Boys Jazz Band, en la que tocaba el clarinete. Posteriormente creó el grupo I Diavoli del Rock, junto con Gino Paoli. Se matriculó en la Facultad de Ingeniería, que dejó para pasar a la de Ciencias Políticas. En este periodo entró a formar parte del Modern Jazz Group de Mario de Sanctis. Fundó también un trío, bautizado jocosamente como el Trío Garibaldi junto a Marcello Minerbi y Ruggiero Coppola, que duró solamente una veintena de días.
Su debut discográfico fue con el grupo I Cavalieri, junto a Gianfranco Reverberi, Paolo Tomelleri, Enzo Jannacci y Nando de Luca. El grupo grabó el "45 revoluciones" (por la tecnología de velocidad de grabación a 45 rpm) titulado Mai, al que siguió Mi chiedi solo amore. En este periodo adoptó el seudónimo Gigi Mai.

## Afianzamiento
En 1961 grabó su primer disco en solitario, con su nombre auténtico, titulado Quando. En 1962 tuvo una pequeña experiencia cinematográfica con el filme La Cuccagna, de L. Salce, donde colaboró con Fabrizio De André en la banda sonora. El primer "33 rpm" de Luigi Tenco apareció aquel año, con éxitos como Mi sono innamorato di te y Angela, y también Cara maestra, que no fue aceptada por la Comisión para la Censura.
En 1963 se rompe su amistad con Gino Paoli, a causa de la relación de éste con Stefania Sandrelli. En septiembre de ese año sus canciones Io si y Una brava ragazza fueron también rechazadas por la censura. 
En 1965, después de varias prórrogas, se incorporó al servicio militar, buena parte del cual pasó en diversos hospitales. 
En 1966 firma un contrato con la RCA y graba Un giorno dopo l'altro, que se convierte en música de la serie de televisión Il commissario Maigret. Otros sucesos de la época son Lontano lontano, Uno di questi giorni ti sposerò, E se ci diranno y Ognuno è libero. 
Conoce en Roma a la cantante ítalo-francesa Dalida, con la que vivirá, según algunas fuentes francesas, una historia de amor. No obstante, su verdadera relación con Dalida es muy discutida. Según algunas fuentes italianas esta relación no fue nada más que una relación de trabajo y su verdadero amor fue Valeria Ciangottini. 
En 1967 se presentó al Festival de San Remo con la canción Ciao amore ciao, pero la canción no fue admitida por la comisión del festival. Rechazada también en la repesca, el cantante cayó en la desolación. Se encerró en su habitación del Hotel Savoy y se suicidó de un disparo en la cabeza. 
La razón de su suicidio fue el sufrimiento amoroso que traía tras nunca haber revelado su amor a Valeria Ciangottini. Después de su muerte, en una de las entrevistas, Dalida dijo: "Es una pantalla que ahora quieren tender. Quieren crear una imagen del ídolo que no soporta el fracaso y se mata. La verdad es otra. Creo que la verdad de esta muerte injusta la saben Dios y esa muchacha que no supo cuan enamorado estaba Luigi de ella."
Por otro lado, de las cartas de Luigi Tenco a Valeria Ciangottini: "Ho tentato in tutti i modi, ho passato delle notti intere (aspetta un attimo!) a bere, a cercare di farle capire chi sono, cosa voglio, e poi... ho finito col parlarle di te, di quanto ti amo". (Se trataba de "fare capire" a Dalida). 
Años después de su muerte, se creó en su pueblo natal el Club Tenco, en su memoria, que preserva su legado y su vida, y hoy se celebra un festival anual de la canción italiana en dialectos, que lleva su nombre.